# Jack Guzman
Pour les articles homonymes, voir Braverman.
Jack Guzman est un acteur colombien né le 21 juin 1978 à Barranquilla. qui est devenu mondialement connu sous le nom de Danny Delgado, le Black Ranger, dans Power Rangers Wild Force.

## Biographie
Jack Guzman mudou-se da Colombien para Miami, Flórida aos 5 anos para morar com sua avó, eventualmente se matriculando na Universidade Internacional da Flórida, onde concentrou seus estudos em produção de TV. Enquanto frequentava a FIU, ele fez uma aula introdutória de atuação para o que ele achava que seria uma nota fácil. Na verdade, despertou um interesse mais profundo em atuar, resultando em Guzman se mudando para Los Angeles para seguir a carreira de ator. Para se sustentar, ele se envolveu em uma variedade de empregos, incluindo telemarketing, trabalho em segundo plano e publicidade promocional para empresas de bebidas. Sua primeira grande chance veio como Danny Delgado, o Black Ranger, na série de TV Power Rangers Wild Force. Desde então, ele passou a muitos outros papéis na televisão em programas como The Drew Carey Show, Without A Trace, Threat Matrix, Cold Case, The Bold And The Beautiful, CSI Miami, Days Of Our Lives, para citar alguns. Ele também apareceu em filmes, incluindo The Versace Murder, Smokin Stogies e Adam & Steve.

## Filmographie

### Cinéma
- 1998 : The Versace Murder : l'agent du FBI
- 2001 : Smokin' Stogies : Julio
- 2002 : Power Rangers Wild Force: Identity Crisis : Danny Delgado et Bison noir
- 2004 : Roscoe's House of Chicken n Waffles : Huey
- 2005 : Adam and Steve : l'agent de sécurité
- 2005 : End of the Spear : Kimo
- 2006 : The Genius Club : Steve
- 2006 : The Spot : Raul
- 2008 : Sons of Liberty : Pedro
- 2009 : Play the Game : Capitaine
- 2010 : Food Stamps : Mugsy
- 2013 : Avenues : Josue Padilla
- 2014 : Crossed the Line : Ray Ray
- 2017 : Walk of Fame : Rubisio
- 2019 : CounterPunch : Sergio

### Télévision
- 1999 : Madame le Consul : le chauffeur de taxi (1 épisode)
- 2002 : Power Rangers Wild Force : Danny Delgado, Bison noir et Bison d'argent (40 épisodes)
- 2002 : Les Experts : un officier (1 épisode)
- 2003 : Cold Case : Affaires classées : un barman (1 épisode)
- 2003 : Threat Matrix (1 épisode)
- 2003 : Les Experts : Miami : Hugo (saison 1, épisode 19)
- 2003-2013 : Amour, Gloire et Beauté : un garde et Bellman (4 épisodes)
- 2004 : FBI : Portés disparus : Luka Velez (1 épisode)
- 2004 : Le Drew Carey Show : Joe (1 épisode)
- 2004-2010 : Des jours et des vies : Ray Diaz
- 2005 : Line of Fire : le barman (1 épisode)
- 2006 :  Dernier Recours : un garde (1 épisode)
- 2006 : Desperate Housewives : Juan (1 épisode)
- 2006 : The Unit : Commando d'élite : un garde côte (1 épisode)
- 2006 : Vanished : un officier de police (1 épisode)
- 2006 : What About Brian : le deuxième policier (1 épisode)
- 2006 : Newport Beach : Bouncer (1 épisode)
- 2007 : Heroes : un agent de sécurité (1 épisode)
- 2008 : Numbers : Carlos Ruiz (1 épisode)
- 2008 : Women's Murder Club : un policier sans uniforme (1 épisode)
- 2008 : The Cleaner : un officier (1 épisode)
- 2008 : Retour à Lincoln Heights : le deuxième policier (1 épisode)
- 2008 : Life : le deuxième gang banger (1 épisode)
- 2008 : Urgences : Morgan (2 épisodes)
- 2008 : Dr House : un agent de sécurité (1 épisode)
- 2009 : Le Retour de K2000 : un garde (1 épisode)
- 2009 : The Game : un garde (1 épisode)
- 2009 : Raising the Bar : Justice à Manhattan : Diaz (1 épisode)
- 2010 : Chuck : l’agent d'interpole
- 2010 : La Vie de croisière de Zack et Cody : Bouncer (1 épisode)
- 2011 : Breaking In : un mécano (1 épisode)
- 2011 : Cherche Partenaires Désespérément : un ouvrier du chantier (1 épisode)
- 2011 : Les Experts : Miami : Alonso Santoya (saison 10, épisode 7)
- 2012 : NCIS : Enquêtes spéciales : Wade (1 épisode)
- 2012 : Awake : l'homme en uniforme (1 épisode)
- 2012 : Sons of Anarchy : un policier de Stockton (1 épisode)
- 2012 : Dexter : Quinones (1 épisode)
- 2012 : Philadelphia : le jeune vétéran (1 épisode)
- 2012-2014 : Revenge : un garde et un officier (2 épisodes)
- 2012-2014 : Scandal : l'agent des services secrets (3 épisodes)
- 2013 : Touch : Big Man (1 épisode)
- 2013 : The Fosters : le valet (1 épisode)
- 2013 : Ironside : un chauffeur (1 épisode)
- 2014 :  Major Crimes : Uni (1 épisode)
- 2014 : Scorpion : le chef d'équipe (1 épisode)
- 2015 : Jane the Virgin : Dean (2 épisodes)
- 2015 : Extant : l'agent de sécurité du carnaval (1 épisode)
- 2015 : Marvel : Les Agents du SHIELD : un agent du SHIELD (1 épisode)
- 2015 : The Advocate : l'homme latino
- 2016 : Castle : Frankie Saldana (1 épisode)
- 2016 : L'Arme fatale : l'agent de sécurité (1 épisode)
- 2016 : Speechless : un chauffeur (1 épisode)
- 2017 : Switched : Emilio (1 épisode)
- 2017 : I'm Dying Up Here : Marco (1 épisode)
- 2017 : The Last Man on Earth : Hector (1 épisode)
- 2019 : Mom : un garde (1 épisode)
- 2020 : Black Monday : Numero Dos (1 épisode)
- 2020 : The Conners : Officier Rodriguez (1 épisode)